# Злокукяне
Вижте пояснителната страница за други значения на Злокукяни.
Злокукяне или Злокукяни (на македонска литературна норма: Злокуќане; на албански: Zllakuçani, Злакучани) е село в Северна Македония, в община Липково.

## География
Селото е разположено в западните поли на Скопска Църна гора.

## История
В края на XIX век Злокукяне е албанско село в Кумановска каза на Османската империя. Според статистиката на Васил Кънчов („Македония. Етнография и статистика“) от 1900 година Злокукяни е село, населявано от 125 жители арнаути мохамедани и 60 цигани.
Според преброяването от 2002 година селото има 12 жители, всички албанци.